# Sebastian Öberg
Sebastian Öberg (Estocolm, 1 d'abril de 1955) és un compositor i violoncel·lista suec, especialista en el violoncel elèctric. Öberg s'ha prodigat de forma especial en la música rock. Ha tocat en grups d'àmbit suec com Fleshquartet, Tant Strul, Fläsket Brinner, Stadion Der Jugend i Älgarnas trädgård. De la mateixa manera, també s'ha dedicat a les bandes sonores de pel·lícules.

## Bandes sonores
- En frusen dröm (1997).
- Il Capitano (1991).